# Astronomisches Instrument
Astronomische Instrumente sind Geräte zur direkten Beobachtung von Himmelskörpern mittels der von ihnen ausgehenden Strahlung. Auch Instrumente zählen dazu, die zur Messung diffuser Strahlung aus dem Weltall oder zur Auswertung gewonnener Beobachtungsdaten dienen.
In der frühen Astronomie waren es freiäugig eingesetzte Instrumente vor allem zur Richtungsmessung (Visiere, Winkelmesser oder Schattenstäbe), die im 17. Jahrhundert durch Fernrohre verfeinert wurden. Ab etwa 1850 kamen Instrumente für fotografische Aufnahmen und für die Astrophysik dazu, ab den 1940er-Jahren Geräte für die Radioastronomie.
Heute stehen Instrumente für sämtliche Strahlungsbereiche und auch Weltraumteleskope zur Verfügung, wobei folgende Elemente praktisch allen astronomischen Instrumenten gemeinsam sind:
- Die Strahlung wird zunächst gesammelt. Dazu dienen im optischen (und benachbarten) Strahlungsbereich Systeme aus Linsen und/oder Spiegeln (Linsen- und Spiegelteleskop, Astrograph usw.), im Radiowellenbereich große Antennenanlagen (Radioteleskop), in den übrigen Strahlenbereichen spezielle Teleskope oder Detektoren (Röntgenastronomie, Gammaastronomie, Ultraviolettastronomie, Infrarotastronomie).

- Die Strahlung wird einem Analysator zugeführt (optische bzw. elektronische Filter, Spektrographen u. a.).

- Ein Strahlungsempfänger registriert die Strahlung. Als Empfänger dienen (neben dem Auge bei der direkten Beobachtung mit einem astronomischen Instrument) u. a. Fotoplatten, Fotozellen, Thermoelemente, Bolometer, CCD-Fotosensoren und Radiowellenempfänger. Das sammelnde System und die Strahlungsempfänger werden gewöhnlich mit Hilfe einer speziellen Montierung auf einen bestimmten Punkt der Himmelssphäre eingestellt und bei erdgebundenen Beobachtungen der scheinbaren täglichen Bewegung der Gestirne nachgeführt. Bei Weltraumteleskopen erfolgt die Stabilisierung auch gravitativ oder mit Kreiselinstrumenten.